# Cathédrale de la Nativité du Caire
Cette  cathédrale ne doit pas être confondue avec une autre cathédrale du Caire.
 D’autres cathédrales portent le nom de cathédrale de la Nativité.
La cathédrale de la Nativité du Caire (en arabe : كاتدرائية ميلاد المسيح (Kātidrāʾiyya Mīlād al-Masīḥ), lit. « cathédrale de la Nativité du Christ ») est une cathédrale orthodoxe copte de la « nouvelle capitale » d'Égypte, à quelque 45 km à l'est du Caire. Sa construction a été ordonnée par le président égyptien Abdel Fattah al-Sissi et elle a été inaugurée le 6 janvier 2019 par le président al-Sissi et le pape de l'Église copte orthodoxe d'Alexandrie Théodore II. C'est la plus grande église du Moyen-Orient et la plus grande église d'une Église des trois conciles au monde par sa superficie,.

## Historique
En janvier 2017, à la suite de l'attentat de l'église Saint-Pierre-et-Saint-Paul du Caire en décembre 2016, le président égyptien Abdel Fattah al-Sissi a ordonné la construction de la plus grande mosquée et de la plus grande église du pays dans sa « nouvelle capitale », pour qu'elles deviennent des symboles de la coexistence et de l'unité nationale. Pendant des décennies, la construction et la rénovation d'églises en Égypte ont été restreintes pour éviter d'offenser l'Islam. Cependant, en août 2017, le Parlement de l'Égypte a supprimé les restrictions légales limitant la construction de nouvelles églises. La cathédrale a été construite par la présidence égyptienne et par des ingénieurs des forces armées égyptiennes.
Elle a été inaugurée le 6 janvier 2019 par le président al-Sissi et le pape de l'Église copte orthodoxe d'Alexandrie Théodore II. Le jour même, la Divine Liturgie a été célébrée dans la chapelle de la cathédrale avec la participation de quelque 3 000 personnes, parmi lesquelles des représentants de tout le pays,.
Lors de l'inauguration, le président al-Sissi a déclaré :

« Je tiens à dire que ce moment est très important dans notre histoire, car quand j'étais à la cathédrale Saint-Marc il y a un an, j'ai dit au pape que nous célébrerions l'achèvement de la mosquée et de la cathédrale, et nous nous tenons ensemble avec la promesse accomplie. Cette occasion est un message affirmant que nous ne permettrons à personne de s’interposer entre nous, et je n’aime pas utiliser le terme conflit sectaire parce que musulmans et chrétiens en Égypte ne font qu’un, et resteront un. Cette occasion représente un arbre d'amour que nous avons planté ensemble, mais cet arbre a toujours besoin d'attention et de soins afin que son fruit s'étende de l'Egypte au monde entier. Les conflits ne prendront pas fin, mais Dieu a sauvé l'Égypte et il continuera de le faire pour le plaisir de son peuple. »

La mosquée Al-Fattah al-Alim a également été inaugurée le même jour. Le grand imam Ahmed el-Tayeb a appelé cela « l'incarnation de l'âme de fraternité et d'amour ».

## Architecture

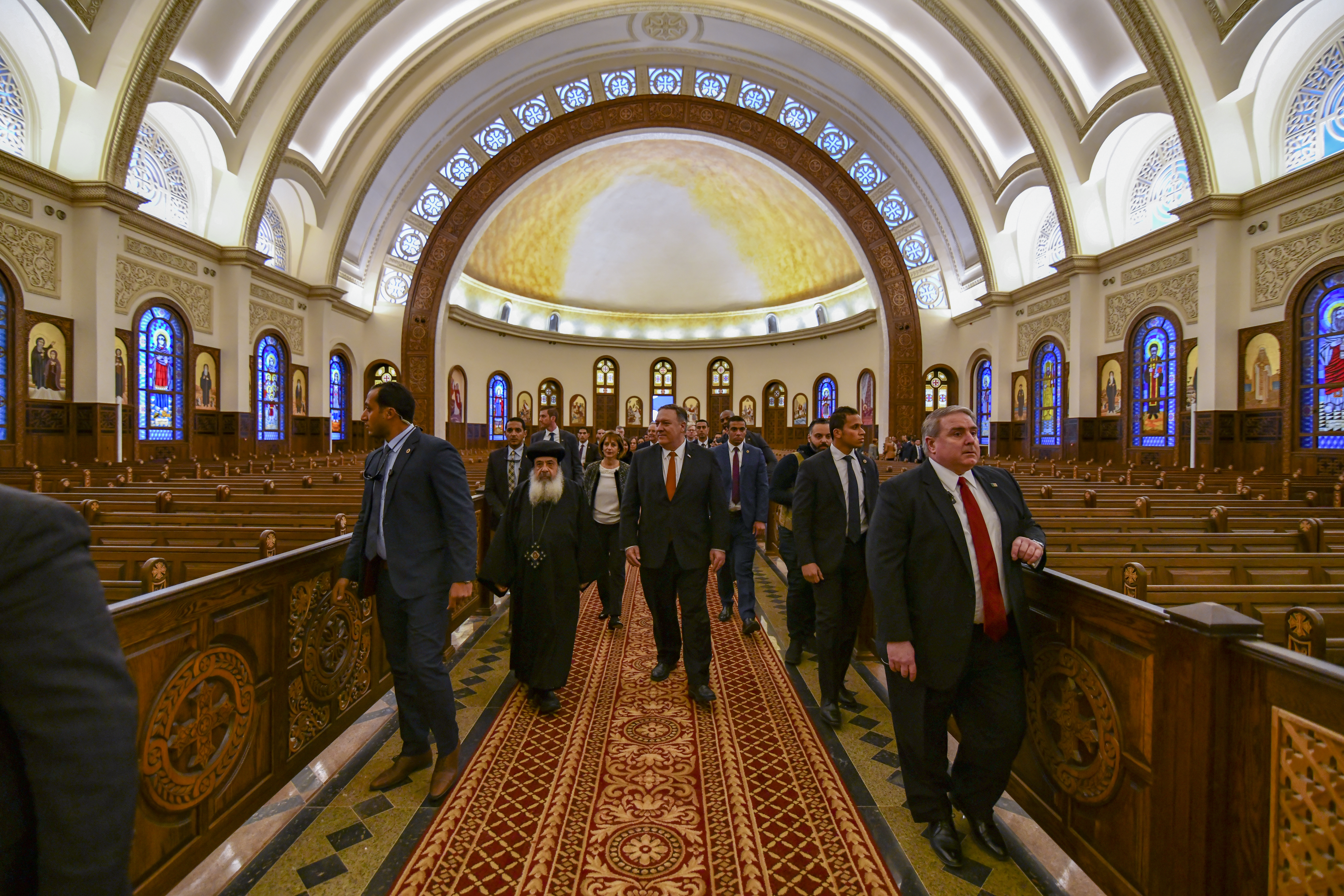
Le secrétaire d'État des États-Unis Mike Pompeo visite la cathédrale en janvier 2019

L'architecture de la cathédrale est inspirée de l'arche de Noé, conformément à la tradition copte. Elle contient une place principale et un quartier général papal, une salle de réception, une salle de réunion et des bureaux administratifs. Elle possède également un garage souterrain de deux étages, un bâtiment de service et deux phares. Les phares sont de conception copte et comportent plusieurs cloches au sommet.
D'une longueur de 144,5 m pour 91,5 m de largeur et 40 m de hauteur (45 m en comptant la croix), elle présente un volume de 135 000 m3 pour une surface de 7 500 m2, pouvant accueillir 8 200 fidèles.